# Fiorenzo Aliverti
Fiorenzo Aliverti (Cantù, 31 marzo 1957) è un ex ciclista su strada italiano, professionista dal 1981 al 1985. Non ottenne vittorie fra i professionisti, ma colse alcuni piazzamenti, fra cui il quinto posto al Gran Premio Montelupo 1983, il sesto alla Tre Valli Varesine del medesimo anno e il settimo al Giro di Toscana 1984.

## Palmarès
- 1980 (G.S. Passerini Gomme)

1ª tappa, 2ª semitappa Giro delle Regioni (Rieti > Terni)
4ª tappa Baby Giro (Maratea)
7ª tappa Baby Giro (Cosenza > Catanzaro)

### Altri successi
- 1981 (Hoonved-Bottecchia)

1ª tappa, 2ª semitappa Giro d'Italia (Lignano Sabbiadoro > Bibione, cronosquadre)

## Piazzamenti

### Grandi Giri
- Giro d'Italia

1981: 62º
1983: 51º
1984: ritirato (3ª tappa)
- Tour de France

1982: 113º
- Vuelta a España

1983: 49º

### Classiche monumento
- Milano-Sanremo

1983: 121º
- Giro di Lombardia

1984: 52º